# Éditions Ex Æquo
Pour les articles homonymes, voir Ex aequo.
Les Éditions Ex Æquo  sont une maison d'édition française à compte d'éditeur fondée en 2009 par Laurence Schwalm. La maison compte aujourd'hui plus de 480 titres au catalogue, répartis dans une dizaine de collections.

## Historique
Ex Æquo, maison d'édition à compte d'éditeur, est fondée en 2009 par Laurence Schwalm,. Elle est implantée à Plombières-les-Bains, dans le département des Vosges.
À partir de 2010, elle publie Fabio M. Mitchelli, puis en 2012 Marie-Pierre Pruvot alias « Bambi », plus récemment Rémy Lasource dont le roman Du crépitement sous les néons a été adapté au cinéma en 2022,,.
Ex Æquo propose plus de 480 ouvrages à son catalogue, et en publie une cinquantaine par an,.

## Prix décernés
Depuis 2018, l'éditeur organise deux prix : le prix Zadig récompense une nouvelle policière inédite et le prix Saint Nicolas un conte de Noël inédit, tout public.[réf. nécessaire]